# Julián Atehortua
Julián Dari Atehortua Bedoya (Salgar, 19 juni 1983) is een Colombiaans wielrenner. Hij rijdt anno 2010 voor Indeportes Antioquia-IDEA-FLA. In het verleden reed hij twee seizoenen voor Ceramica Flaminia.

## Erelijst
2005
- 3e in Colombiaans kampioenschap op de weg voor beloften
- 2e in Ronde van Valle del Cauca
  - 1e etappe
- 2e in Clásica Nacional Ciudad de Anapoima
  - 2e etappe
  - 2e in 3e etappe
- 2e in Clasica Alcaldía de Pasca
  - 2e in 2e etappe
  - 2e in 3e etappe
- Proloog Clásica de Fusagasugá

2006
- 3e in Firenze-Viareggio

2007
- 3e in Vittorio Veneto
- Criterium van Isola Vicentina
- Ronde van Venetië
  - 3e in 3e etappe
  - 2e in 4e etappe
- 2e in Trofeo Salvatore Morucci
- 2e in Trofeo G. Bianchin

2008
- 3e in Clásica Rafael Mora Vidal
- 8e in Ronde van Antioquia
  - 3e in 5e etappe
- Clásica Ciudad de Girardot
  - 2e etappe
  - 2e in 4e etappe

2009
- Memorial Augusto Triana
- 3e in Circuito de Combita
  - 3e in 2e etappe
- 8e in Clasica Alcaldía de Pasca
  - 3e etappe
- Clásica Nacional Ciudad de Anapoima
  - 3e in 1e etappe
  - 3e in 2e etappe
  - 2e in 3e etappe
- 2e in Clásica Nacional Marco Fidel Suárez
  - 1e etappe
  - 3e in 2e etappe
- 4e etappe Clásica Carmen del Viboral
- 6e in Clasica de Guarné
  - 3e in 3e etappe

2010
- 5e in Clásica Club Deportivo Boyacá
- Proloog Ronde van Antioquia (ploegentijdrit)
- 55e in Ronde van Colombia
  - 1e etappe (ploegentijdrit)
- ?? in Ronde van Higuito
  - 2e in 1e etappe
  - 2e in 6e etappe
  - 8e etappe

## Grote rondes
Geen